# Pierfrancesco Poggi
Pierfrancesco Poggi (Massa, 29 gennaio 1953) è un drammaturgo, attore, cantautore e scrittore italiano.

## Biografia

Lando Fiorini con gli attori Ombretta De Carlo, Raf Luca, Pierfrancesco Poggi, Olimpia Di Nardo durante le prove di un varietà al Teatro Puff anni 70

Cresce a Montignoso, dove il padre esercita la professione medica; è fratello del giornalista televisivo Alessandro Poggi e padre dell'attore Guglielmo Poggi, che ha diretto in occasione di uno spettacolo teatrale e con il quale ha condiviso il set nel film indipendente Il nostro ultimo di Ludovico Di Martino e ne Il tuttofare di Valerio Attanasio.
(Pierfrancesco Poggi, conferenza stampa "Festival Gaber".)

### Teatro
Nel 1977 debutta con Confessione scandalosa di Ruth Wolff, con la regia di Giuseppe Patroni Griffi. Un anno dopo, sempre con Giuseppe Patroni Griffi, interpreta Le femmine puntigliose. Nel 1979 è la volta di Opera di Berio, con la regia di Luca Ronconi. Con Giuseppe Patroni Griffi e Aldo Terlizzi continuerà a recitare, nel 1980, 1981, 1982, con L'Avaro di Moliere e Line. Nel 1985, con la regia di Aldo Terlizzi, prenderà parte a Black Comedy. Sempre nel 1985, con Ruggero Miti reciterà in Addio Cabaret. In questi anni conosce Paolo Stoppa.
Debutta con le proprie commedie nel 1990-1991, con All you need is love, di cui è autore, protagonista e regista. Continua con Non mangiarmi lo shampoo Sophie, sempre nel 1991, con Enrico Vaime come coautore. Con Enrico Vaime scrive Il pisello della principessa. Dal 1991 al 1995 interpreta spettacoli propri e di altri, diretto tra l'altro da Ennio Coltorti, Franca Valeri, Simona Marchini, Nora Venturini.
Sono da ricordare gli spettacoli di Varietà e di canzone, che dall'inizio della sua carriera porta avanti con successo. Di recente ha portato in scena Carmina Gaberiana, spettacolo su Giorgio Gaber, Brel, Duilio e me spettacolo su Jacques Brel e Duilio Del Prete. Con Attilio Corsini interpreta Sesso e bugie di Woody Allen che conosce, tra l'altro, a Roma, proprio al teatro Vittoria. È in scena con Portamitanterose.it di Enrico Vaime e Maurizio Costanzo.

### Televisione
Esordio nel 1976 con Nanni Loy in Viaggio in seconda classe, nel 1980 è in T.I.C. - Tutti Insieme Compatibilmente, sempre con Loy. Nel 1986 Proffimamente - Non stop di Enzo Trapani, Rai 1; Chi c'è, c'è di Giancarlo Nicotra, nel 1987, Rai 2. È nel cast di Il caso Redoli regia Marco Martelli, nel 1994, su Rai 1. Nel 1995 è a Tivvucumprà di Toni Garrani e Michele Mirabella, su Rai 3. È la volta di T'amo TV, di Fabio Fazio e Antonio Avati, TeleMonteCarlo, nel 1992-93; precedentemente aveva preso parte a Fate il vostro gioco di Giancarlo Nicotra, esattamente nel 1987.
Nella fiction Mamma per caso del 1997, per la regia di Sergio Martino e con protagonista Raffaella Carrà, interpreta Santo, un eccentrico omosessuale; con Ruggero Miti, nel 1996 nella fiction Ritornare a volare e nel 1997 nella fiction Il gol del Martin pescatore rispettivamente su Canale 5 e Rai Uno. È del 1999 il CD La pipì nel pozzo, che raccoglie diverse sue composizioni incise nell'arco di svariati anni della sua carriera.
Nel 2000 è un inviato a Perugia per il programma Quelli che il calcio con Fabio Fazio. Nel 2002, è nel cast della miniserie Marcinelle, dei fratelli Andrea e Antonio Frazzi. Nel 2011 viene pubblicato il suo ultimo lavoro televisivo di spessore, La ragazza americana, miniserie televisiva di Vittorio Sindoni. Nel 2015 torna al teatro portando in scena lo spettacolo di teatro-canzone La felicità in fondo a destra, da lui stesso scritto e diretto. Nel 2017 in occasione dei 40 anni dal debutto teatrale, porta in scena lo spettacolo Da così a così, 40 anni in scena, una sorta di retrospettiva della sua carriera con l'aggiunta di nuovo materiale.

### Narrativa
È del 2018 il suo esordio nella narrativa, con il romanzo giallo La banda del tamburello, al quale segue, l'anno seguente, L'assassinio dell'Ingegner Adone, che come il precedente ha come personaggio protagonista il commissario Eriberto Passalacqua. Il 2020 vede la pubblicazione in 10 puntate sul quotidiano La Stampa del suo racconto Mistero al museo dell'automobile.

### Cinema
Nel 1980 Il bandito dagli occhi azzurri, prima opera al cinema, regia di Alfredo Giannetti, per poi passare a Saremo felici, per la regia di Gianfrancesco Lazotti Con Ettore Scola riceve il Nastro d'argento come migliore attore non protagonista, 1998. Gli ultimi lavori furono Faccia da marito, per la regia di Giovanni Morricone, e Il ritorno, per la regia di Claudio Bondì, entrambi del 2002.

## Filmografia
- Viaggio in seconda classe - serie TV (1977)
- Il bandito dagli occhi azzurri, regia di Alfredo Giannetti (1980)
- L'avaro - film TV (1983])
- Saremo felici, regia di Gianfrancesco Lazotti (1989)
- I ragazzi del muretto - serie TV, 1 episodio (1991)
- Il caso Redoli - film TV (1996)
- Compagna di viaggio, regia di Peter Del Monte (1996)
- Il goal del Martin pescatore - film TV (1997)
- Mamma per caso - serie TV, 4 episodi (1997)
- Ritornare a volare - film TV (1998)
- La cena, regia di Ettore Scola (1998)
- Bagnomaria, regia di Giorgio Panariello (1999)
- Giornalisti - serie TV (2000)
- Valeria medico legale - serie TV, 1 episodio (2000)
- Marcinelle - film TV (2003)
- De reditu - Il ritorno, regia di Claudio Bondì (2004)
- Casa Eden, regia di Fabio Bonzi (2004)
- L'ora di punta, regia di Vincenzo Marra (2007)
- Nelle tue mani, regia di Peter Del Monte (2007)
- R.I.S. 5 - Delitti imperfetti, regia di Fabio Tagliavia, episodio 5x16 (2009)
- La ragazza americana - film TV (2011)
- R.I.S. Roma 3 - Delitti imperfetti, regia di  Francesco Miccichè, episodio 3x07 (2012)[2][3]
- Squadra antimafia 6 - serie TV, episodio 6x02 (2014)
- Il nostro ultimo, regia di Ludovico Di Martino (2015)
- Solo - serie TV, 1 episodio (2016)
- Il tuttofare, regia di Valerio Attanasio (2018)
- Liberi sognatori - La scorta di Borsellino, regia di Stefano Mordini - film TV (2018)

## Radio
È oramai radicata la sua partecipazione a Black Out con Enrico Vaime, Fabio Fazio, Simona Marchini (dall'83 al 93 in onda su Rai Radio 1, dal 94 in onda su Rai Radio 2) Ha però cominciato con Mocambo bar di Paolo Conte e Diego Cugia (Rai Radio 1, 1979). Sono del 1994 le prestazioni in Tornando a casa con Raffaella Soleri (Rai Radio 2) e Gocce d'acqua (Rai Radio 1), trasposizione radiofonica della propria commedia. Sempre con Enrico Vaime ha condotto nel 1997 Maccheoraè?, (Rai Radio 2) e Il buongiorno di Radio 2 - È ora?, nel 1998.

## Riconoscimenti
- Nastro d'argento
  - 1999 – Miglior attore non protagonista, con tutto il cast, per La cena

- Targa "Piero Ciampi"
  - 1987 – Migliore produzione inedita. Rassegna "Tenco '84" , "Tenco '88" e "Tenco '98"